# روی کان
روی کان (تایلندی: รอย ขันธทัต؛ زادهٔ ۱۲ مارس ۱۹۷۰) خواننده، و ترانه‌نویس اهل نروژ است.